# پل شاهرخ

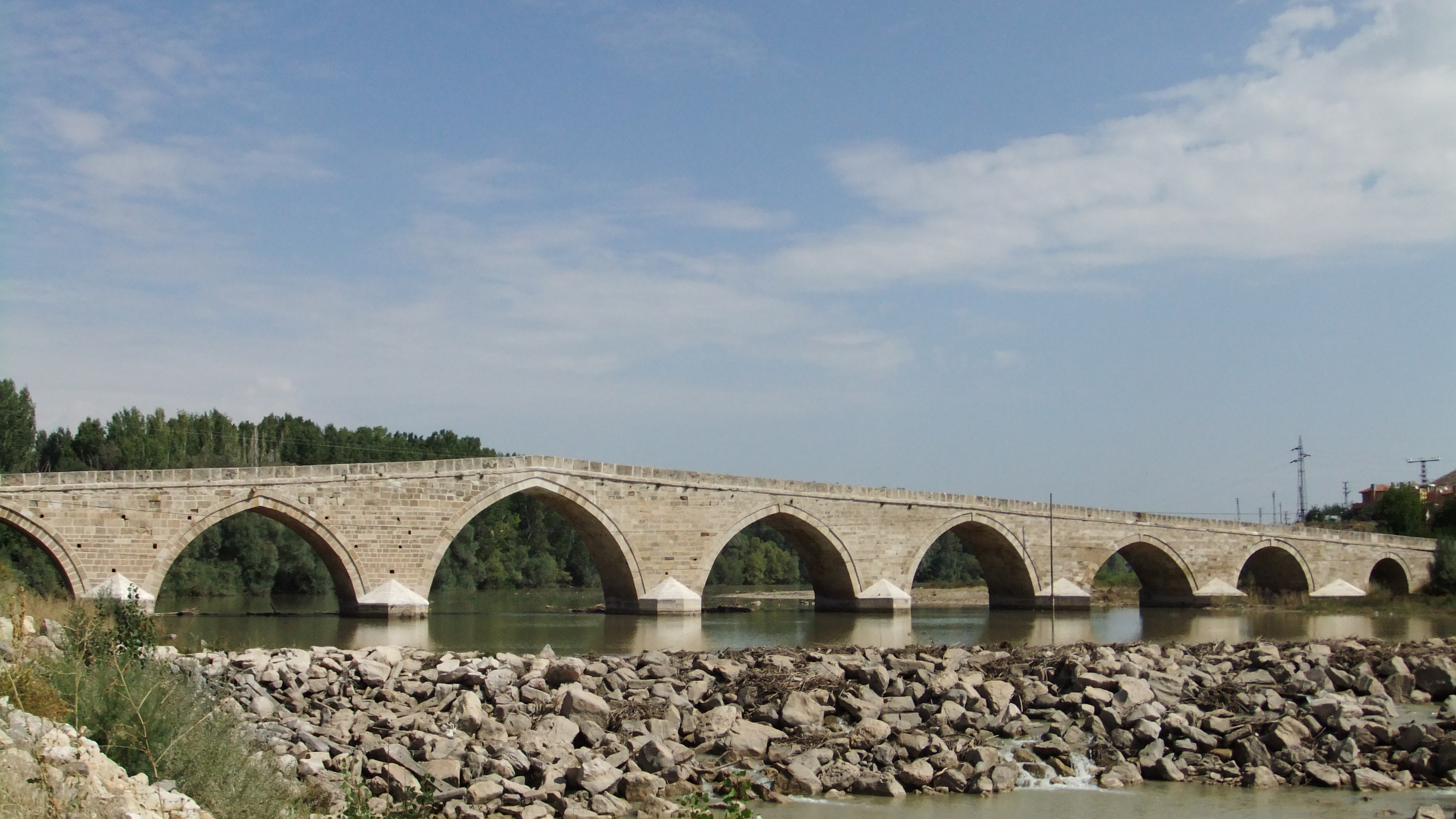

پل شاهرخ (ترکی: Şahruh Köprüsü) پلی تاریخی در ترکیه است. این پل در منطقه ساری‌اوغلان در استان قیصریه است. هیچ مکتوبی در مورد ساخت پل وجود ندارد، اما طبق کتیبه‌ای در مورد مرمت پل در سال ۱۵۳۸، این پل توسط شاهرخ از بیگ‌های ذوالقدریان به بهره‌برداری رسید و توسط پسرش محمد مرمت شد.